# Inrikesministeriets räddningsavdelning
Inrikesministeriets räddningsavdelning är en överordnad statlig myndighet för räddningsväsendet i Finland. Avdelningen motsvarar Räddningsverket i Sverige.
Avdelningens chef är räddningsöverdirektör Pentti Partanen och den består av fem enheter.
- Utveckling och förvaltning
- Räddningsverksamhet
- Förebyggande av olyckor
- Internationella frågor
- Säkerhetsnät